# Kóstas Charalampídis
Konstantínos « Kóstas » Charalampídis (en grec : Κωνσταντίνος «Κώστας» Χαραλαμπίδης, né le 4 avril 1976 à Thessalonique, en Grèce) est un joueur puis entraîneur grec de basket-ball. Il évolue au poste d'arrière.